# 今成泰章
今成 泰章（いまなり やすあき、1955年7月14日 - 2022年3月2日）は、日本のプロ野球球団スタッフ。東京都生まれ。プロ野球選手の経験はないものの、阪神タイガースや北海道日本ハムファイターズで長らくスカウトを務めていた。
長男は埼玉県富士見市議会議員の今成優太、次男は野球解説者（日本ハムや阪神に所属した元・プロ野球選手）の今成亮太。

## 経歴
堀越高校時代は遊撃手や三塁手、駒澤大学の硬式野球部時代には捕手としてプレー。駒澤大学への在学中に、全日本大学野球選手権大会で2度の優勝を経験していた。大学時代の同期生に、左投手の藤原仁がいる。ただし、選手としてのNPB入りは故障の影響で叶わず、卒業後の1978年に新卒のスカウトとして阪神タイガースに採用された。
阪神では、入団2年目の1979年に藤原を（当時のNPBで認められていた）ドラフト外で入団させたことを皮切りに、和田豊、平田勝男、中西清起、関川浩一、桧山進次郎、今岡誠などの獲得に尽力した。1999年からチーフスカウトを務めたが、スカウティングの方針を巡って当時の経営陣と対立。結局、2002年の8月末に依願退職の道を選んだ。
2002年9月から埼玉県富士見市で「さんきゅう」という居酒屋を営んでいたが、旧知のスカウトからの説得を受けて、翌2003年に日本ハムファイターズ（翌2004年より北海道日本ハムファイターズ）の関東・東北地区担当スカウトとして球界に復帰。須永英輝、押本健彦、ダルビッシュ有、大野奨太、杉谷拳士、中村勝、松本剛、上沢直之、大谷翔平、鍵谷陽平、太田賢吾、加藤貴之、野村佑希などの入団交渉を担当した。
2005年には、浦和学院高等学校の3年生だった次男の亮太を、高校生ドラフト会議での4巡目指名を経て日本ハムへ入団させた。亮太も在籍中は捕手を務めていたが、2012年のシーズン途中に若竹竜士との交換トレードで阪神へ移籍。移籍を機にバッティングの能力を開花させると、内野手や外野手としても活躍した後に、現役引退（2018年）を経て2019年から2021年まで自身と同じく球団職員として活動していた。
2022年の2月には、この年から日本ハムに監督として復帰した新庄剛志による指揮の下で、上沢などが参加していた春季キャンプを視察。阪神のスカウトとして担当していた地区の違いから獲得には携わらなかったものの、阪神への在籍中から折に触れて激励していた新庄に対して、「俺が（スカウトの立場で）獲得した選手を（試合で）使ってくれないか?」と冗談交じりで依頼する一幕も報じられていた。しかし、視察後の2月下旬頃に入院。キャンプ終了後（オープン戦期間中）の3月2日に、劇症型溶血性レンサ球菌感染症のため66歳で急逝した。高校時代に対戦したスポーツライターの安倍昌彦によれば、5 - 6年前に前立腺癌の治療を受けていたという。
花巻東高等学校からMLBへの挑戦を表明していた大谷をはじめ、「獲得が難しい」と見られる選手まで入団に導くほどの交渉手腕の持ち主で、阪神のスカウト時代から「マムシの今成」という異名を取っていた。その一方で、スカウト活動と並行しながら、水谷フェニックスの第3代代表・総監督や富士見クラブの総監督を務めていた。